# Algunos poetas en Barcelona
Algunos poetas en Barcelona es una antología de varios poetas publicada en 1978 por la Editorial La Cloaca, que incluye poemas, entre otros, de los chilenos Roberto Bolaño y Bruno Montané, así como del español A. G. Porta, quien por entonces firmaba como Antoni García kithoue. Los dos primeros fueron activos participantes del movimiento infrarrealista que se desarrolló durante la segunda mitad de la década de 1970 en México, D. F. El tercero, por su parte, publicó ese mismo año con Bolaño la novela Consejos de un discípulo de Morrison a un fanático de Joyce, que daría inicio a la carrera novelesca del escritor chileno, quien se convertiría años más tarde en uno de los más reconocidos novelistas de toda Hispanoamérica.
La introducción del libro estuvo a cargo del poeta y ensayista español Carlos Edmundo de Ory (1923-2010), y los otros poetas que figuran en la colección son Alfredo Balasch, María Ángeles Ballbé, Jaume Benavente, José Manuel Calleja, Jaume Cuadreny, Ricardo Fabriani, Vicente Gil, Maite Llop, Inma Marcos, Miguel Martínez Llanas, Joan Munné, Xavier Sabater y Francisco Seguí.
Roberto Bolaño aportó cuatro poemas en el libro, uno de los cuales, «Amanecer», se publicó en 2007 de manera póstuma, como el segundo poema del compendio de poesía del escritor titulado La Universidad Desconocida.
Carlos Edmundo de Ory aparecería más tarde retratado en la aclamada novela de Bolaño, Los detectives salvajes (1998), al igual que su amigo Bruno Montané, bajo el nombre de Felipe Müller.